# Synoicum kincaidi
Synoicum kincaidi är en sjöpungsart som först beskrevs av Friedrich Ritter 1899.  Synoicum kincaidi ingår i släktet Synoicum och familjen klumpsjöpungar. Inga underarter finns listade i Catalogue of Life.